# Eptatretus mendozai
Eptatretus mendozai är en ryggsträngsdjursart som beskrevs av Hensley 1985. Eptatretus mendozai ingår i släktet Eptatretus och familjen pirålar. IUCN kategoriserar arten globalt som livskraftig. Inga underarter finns listade i Catalogue of Life.